# Cornet de Murat
Un cornet de Murat est une petite pâtisserie du Cantal et plus précisément de la commune de Murat se présentant sous la forme d'une coma (biscuit roulé en forme de corne bovine) garnie traditionnellement de crème fouettée façon chantilly. Il est désormais souvent revisité en le garnissant de produits aussi bien sucrés que salés et peut donc prendre place dans une entrée ou dans un plat.

## Histoire
Réputé en Auvergne, le cornet de Murat tient son nom de la ville d'origine, Murat, où se trouvent trois professionnels qui le réalisent.
Ce biscuit conçu à base d'œufs, de farine, de sucre et de sel, est roulé à la main à la sortie du four. Afin d'obtenir sa forme de cône si particulière, le biscuit est placé sur une planche trouée. Cette forme ferait référence aux cornes des vaches salers, race bovine endogène au Cantal.
Le cornet de Murat peut être associé à diverses garnitures sucrées ou salées, comme de la chantilly, de la glace ou encore de la mousse de foie gras.
Initiée en 2004, la fête du cornet de Murat est organisée en septembre. L'événement attire dans les rues de Murat entre 10 000 et 15 000 visiteurs par an.